# Kudus
Kudus singurul oraș din Indonezia care poartă un nume arab.